# World's Most Amazing Videos
World's Most Amazing Videos är en amerikansk reality-serie som bland annat sänts på svenska TV6.
Videoklipp från hela världen om katastrofer som trots allt slutar utan dödsfall. Vanligt förekommande inslag är bilar som kraschar, skidåkare i laviner, fallskärmshopparstrul, rån, bränder, explosioner och biljakter.